# Werder Kietz
Das Naturschutzgebiet Werder Kietz liegt auf dem Gebiet der Gemeinde Lenzerwische im Landkreis Prignitz in Brandenburg.
Das Gebiet mit der Kenn-Nummer 1423 wurde mit Verordnung vom 16. Mai 1990 unter Naturschutz gestellt. Das rund 127 ha große Naturschutzgebiet erstreckt sich nordwestlich, westlich und südlich des Kernortes Lenzerwische und westlich von Kietz, einem bewohnten Gemeindeteil von Lenzerwische. Das Gebiet liegt direkt an der westlich fließenden Elbe. Entlang der Elbmitte verläuft die Landesgrenze zu Niedersachsen, die B 195 verläuft östlich.